# Давидово царство
Давидовото царство, Соломоновото царство, Двойното царство или още и Еврейското царство (1050 г. пр. Хр. - 930 пр. Хр.), е държава в Ерец Израел според Библията, съществувала като първата и единствена обединена еврейска монархия в Древността.